# Jezioro Lipiańskie
Jezioro Lipiańskie (Wądół, Jezioro Lipiańskie Północne) – jezioro na Pojezierzu Myśliborskim, położone w województwie zachodniopomorskim, w powiecie pyrzyckim, w gminie Lipiany, w granicach administracyjnych Lipian.

## Opis

### Czasy średniowieczne i nowożytne
Dawniej, wraz z obecnym Jeziorem Kościelnym, tworzył jedno Jezioro Wedyjskie. Owo jezioro stanowiło wówczas naturalną fosę obronną miasta. Obecnie te jeziora są połączone ze sobą niewielkim strumykiem o długości ok. 200 m.

### Położenie
Jezioro jest położone w północnej części miasta Lipiany, pomiędzy jego centrum a wsiami Dębiec i Skrzynka. Nad jeziorem leży również Wądół, część Lipian. Jezioro od zachodu i północy okala granica miasta Lipiany. W północno-zachodniej części tego zbiornika znajduje się nienazwana wyspa. Znajdują się tu również półwyspy:
- Leszczynowy (zwany też Leśnym)
- Grodowy

Na półwyspie Leszczynowym znajduje się granitowy głaz narzutowy, o obwodzie 12 metrów, a na Grodowym znajduje się wzgórze o nazwie Wagarowa Góra. Na południowym brzegu jeziora znajduje się strzeżona plaża miejska z niewielkim pomostem. 

### Morfometria
Jezioro Lipiańskie jest jeziorem słodkowodnym. Jego głębokość maksymalna wynosi 16 metrów, a średnia 5 metrów. Długość maksymalna jeziora wynosi 3 km, a szerokość maksymalna 800 metrów. Powierzchnia zbiornika wynosi 155 ha, więc stanowi 28% powierzchni Lipian.

### Fauna
Wądół jest typowym przykładem jeziora sandaczowego. Jednak oprócz sandaczy występują tu również płocie, wzdręgi, ukleje, leszcze, krąpie, okonie, szczupaki, karpie, tołpygi i węgorze.

### Flora
Brzegi jeziora porośnięte są głównie trzciną pospolitą, a także w niektórych miejscach porośnięte lasem.